# 日本法制学会
公益財団法人日本法制学会（にほんほうせいがっかい）は、学術振興、学生等への奨学援助、調査研究事業などを実施する公益法人。元文部科学省所轄。1913年（大正2年）3月創立、1951年8月27日付で財団法人化、2012年4月1日より公益財団法人となった。

## 歴史
戦前の発足当初は、文語体で書かれた法律に関する知識を口語体により普及することを目的とし、特に高等文官試験など、公務員試験の受験志望者向けに「講義録」を刊行していた。戦後も引き続き公務員養成講座の開催や参考書籍の出版などを行ってきたが、時代の移り変わりにより現在では研究助成・研究調査・社会貢献の3つの事業を主な活動の内容とした。
1995年以降、社会貢献部内に設立された災害救援ボランティア推進委員会の活動を中心とする社会貢献事業が発展した。活動は災害救援ボランティアの育成及び地域防災推進の活動により「防災まちづくり大賞総務大臣賞（麻生太郎総務大臣・当時）」、「防災功労者内閣総理大臣表彰（小泉純一郎総理大臣・当時）」を受賞している。また神奈川県内での災害救援ボランティア育成に貢献したとして「神奈川県知事表彰（松沢成文知事・当時）」を、千葉県内での災害救援ボランティア育成に貢献したとして「千葉県知事表彰（堂本暁子知事・当時）」を受賞するなど、災害救援・地域防災の分野において高く評価されている。
2012年4月、財団法人日本法制学会は公益法人改革により公益財団法人日本法制学会となった。これに伴い、これまでの研究助成・研究調査事業は学術振興事業に、社会貢献事業は福祉事業に、また社会貢献事業内で位置づけられていた災害救援、防災教育の取組は防災事業として整理された。

## 活動の概要

### 学術振興事業
- 財政・金融・金融法制研究基金：毎年人文科学、社会科学分野の研究助成、法科大学院生への奨学金支給を行っている。
- 行財政研究会：財政問題の研究ならびに一般国民への知識普及を目的とした活動を行っている。
- 安全都市調査会：災害対策を中心とする都市整備に関する研究・提言を行っている。2000年には「首都圏広域防災拠点構想」を提言としてまとめた。この提言は、2001年に政府により首都圏防災拠点整備方針として打ち出された。この方針は東京臨海広域防災公園等の形で実現化、会は解散している。
- 出版：「お尻から脚が痛い『坐骨神経痛』の治療法」（著者　福井康之・石原信雄）等を出版している。
- 2013年より社会デザイン賞（主催：社会デザイン学会）の事務局を担当している。

### 防災とボランティア事業
- 災害救援ボランティア推進委員会
- 1995年7月発足。同年1月の阪神・淡路大震災の教訓を元に、災害時に活動するボランティアのリーダーとなるべき人物（「セーフティリーダー」と呼称）の育成し、災害救援ボランティア活動の推進、並びに地域防災力の向上を目的とする。現在10,000人以上がセーフティリーダーとして認定され首都圏を中心に全国各地で活動している。
- 2001年より全国から防災教育実践事例を集め、その活動を支援する防災教育チャレンジプランに協力している。
- 2004年の新潟県中越地震において被災地支援活動を行った。
- 2007年より基幹産業労働組合のJBUパワーバンク(災害ボランティア活動)に協力している。
- 2009年より東京都内の公立高校における防災教育に協力している。
- 2011年3月、東日本大震災の発生後、東北地方の被災地、茨城、千葉等の関東圏被災地支援活動。
- 2012年より効果的な防災訓練と防災啓発提唱会議(会長 林春男 防災科学技術研究所理事長)に協力、一斉防御行動訓練「シェイクアウト（外部リンク参照）」の普及に協力している。
- 2013年より公益社団法人ＳＬ災害ボランティアネットワークの事務局を担っている。
- 2014年より一般社団法人防災教育普及協会(会長 平田直 東大地震研究所教授)の事務局を担っている。
- 2016年の熊本地震において被災地支援活動を行った。
- 2018年の西日本豪雨、北海道胆振東部地震において被災地支援活動を行っている。

### 社会貢献事業
- がんをがんがん減らすボランティアの会：2007年5月発足。国立ガンセンターのがん検診研究事業への積極的な参加を通じて、がんの予防を促進するボランティアの組織化を目的とする。

## 役員
- 名誉顧問：石原信雄
- 会長：村田吉隆
- 理事長：澤野次郎